# Hebesuncus conjungens
Hebesuncus conjungens là một loài nằm ở ngành tardigrada còn gọi là gấu nước trong lớp Eutardigrada.
Người đã đặt tên cho loài H. conjungens là Thulin vào năm 1991. Có hai danh pháp đồng nghĩa với loài cũng đuợc Thulin đặt tên. Các đơn vị phân loại phụ cũng có đặt vào việc phân loại H. conjungens như siêu họ Hypsibioidea và phân họ Diphasconinae.

## Phân bố
Loài này sống ở Nam Cực và Nam Đại Dương. Ngoài ra còn các khu vực khác như Úc, châu Âu, Bắc Á (trừ Trung Quốc), Bắc Mỹ, châu Đại Dương và Nam Mỹ. Loài này mới xuất hiện ở Áo.